# 진제이 단다이
진제이 단다이(일본어: 鎮西探題, ちんぜいたんだい)는 가마쿠라 시대 막부가 규슈를 통치하기 위해 설치한 기관이다. 행정・재판(소송)・군사 등을 관할했다.

## 진제이 단다이의 역사
13세기 말 가마쿠라 막부가 지배하던 당시 일본은 분에이(文永) 8년(1271년), 고안(弘安) 4년(1281년)에 두 차례에 걸쳐 몽골의 침공을 겪었다. 에이닌(永仁) 원년(1293년), 가마쿠라 막부 9대 싯켄(執権)인 호조 사다토키(北条貞時)가 호조 가네토키(北条兼時) ・ 나고에 도키이에(名越時家)를 파견한 것이 진제이 단다이의 시초로, 그때까지 설치되어 있었던 진제이 부교(鎮西奉行)나 진제이 단기죠(鎮西談議所)는 폐지된다.
에이닌 4년(1296년), 가나자와 사네마사(金澤実政, 호조 사네마사)가 새로 진제이 단다이로 임명된 이래로 진제이 단다이는 1인체제로 바뀌었고, 쇼안(正安) 원년(1299년), 효조슈(評定衆) ・ 히키쓰케슈(引付衆)가 설치되어 민사소송에 대한 재판권을 갖게 된다. 진제이 단다이가 문장(問状)이나 소문(召文)、소송 관계 등 고케닌(御家人)에 대해 발급한 문서는 그 형식에서 진제이 어교서(鎮西御教書) ・ 진제이 하지장(鎮西下知状) 등으로 불렸다.
진제이 단다이는 가마쿠라 막부의 규슈 지배를 위한 관부로써의 역할을 수행하며 또한 고려나 원(元) 등 외국과의 교섭에 관한 권한까지 위임받기도 하였는데, 《속군서유종》에 수록된 《신편추가》 및 《신어식목》에는 쇼안 2년(1300년) 가마쿠라 막부가 진제이 단다이 가나자와 사네마사에게 국서를 지참한 고려 및 원의 사신단이 일본에 왔을 때의 접대 장소 및 문답 방법을 지시한 내용의 문서가 수록되어 있다.
겐코(元弘) 3년(1333년), 고다이고 천황(後醍醐天皇)의 토막(討幕) 즉 가마쿠라 막부 타도 운동인 겐코의 난(元弘の乱)이 벌어진다. 규슈(九州) 지역의 무사단들에게도 이러한 막부 타도에 가담할 것을 요청하는 내용의 윤지(綸旨)가 전해졌다. 3월에 기쿠치 다케토키(菊池武時)가 논쟁 끝에 단독 거병해 반란을 일으켰는데, 쇼니씨(少弐氏)나 오토모 씨(大友氏) 등 다른 무사단의 동조를 얻지는 못했으며 기쿠치 부자 등 200기(騎)는 괴멸되었다.
그러나 유형(流刑)되어 있던 도사국(土佐国)을 탈출한 다카요시 친왕(尊良親王, 고다이고 천황의 제1황자)가 지쿠젠국(筑前国)으로 넘어오면서 막부에 반대하는 움직임에 동조하는 무장들의 기수가 되었고, 5월 7일에 교토(京都)의 로쿠하라 단다이(六波羅探題)가 아시카가 다카우지(足利尊氏) 등에 의해 함락되었다는 정보가 규슈에까지 전해졌다. 그때까지도 막부를 따르고 있던 쇼니 사다쓰네(少弐貞経) ・ 오토모 사다무네(大友貞宗) ・ 남규슈의 시마즈 사다히사(島津貞久)가 진제이 단다이를 공격했고, 5월 25일에 진제이 단다이인 호조 히데토키(北条英時)가 하카타(博多)에서 가나자와 다네토키(金沢種時) 등 그 일족 240명(340명이라고도)과 함께 자살함에 따라 진제이 단다이도 멸망한다. 이미 사흘 전인 22일에 가마쿠라 막부의 본거지 가마쿠라는 닛타 요시사다(新田義貞) 등의 공격으로 도쿠소(得宗) 호조 다카토키(北条高時) 등을 위시한 호조 씨 일문이 자해하여 막부가 무너진 뒤였다.
이후 무로마치 막부(室町幕府)는 규슈를 통치하기 위해 진제이 단다이를 본딴 규슈 단다이(九州探題)를 설치한다. 훗날의 에도 막부(江戸幕府)도 규슈 지역의 번(藩)들을 감시하고 현지의 천령(天領) 즉 쇼군 직할령 통치를 위해 사이고쿠스지분다이(西国筋郡代)를 설치하였다. 다만 대관소(代官所)는 분고국(豊後国) 히타(日田)에 있었으며, 그 분다이(郡代)를 「규슈 단다이」(九州探題)라고도 불렀다.

## 진제이 단다이의 위치
진제이 단다이의 중심 관사였던 단다이칸(探題館)은 단다이 성(探題城)、메이노하마 성(姪浜城) 또는 와시오 성(鷲尾城)이라고도 불렸다. 그 위치는 지쿠젠 국 사와라 군(早良郡)의 아타고 산(愛宕山)으로 오늘날의 일본 후쿠오카현(福岡県) 후쿠오카시(福岡市) 니시구(西区) 아타고(愛宕)에 위치하고 있었다고 한다. 다만 일본 중세 도시의 유적인 하카타 유적군(博多遺跡群)에서 후쿠오카 시 하카타구(博多区) 기온 정(祇園町)을 중심으로 호조 집안의 문장이 새겨진 토기 파편이 발굴되었다. 또한 14세기 전반에 매몰된 도랑 위에서 110구 정도의 화장된 인골이 발굴되고, 일부는 칼에 맞은 상처도 보이고 있는 것에서 실제로는 하카타 정 안에 있었던 것으로 여겨지고 있다.

## 진제이 단다이의 인물
- 호조 가네토키・나고에 도키이에 1293-1295
- 호조 사네마사 1296-1301
- 호조 마사아키 1301-1315
- 호조 다네토키 1315-1316 (대리)
- 호조 유키토키 1317-1321
- 호조 히데토키 1321-1333

## 같이 보기
- 단다이
- 규슈 단다이